# Койфман, Михаил Ильич
Михаил Ильич Койфман (1899, Атаки, Сорокский уезд, Бессарабская губерния — 1981, Москва) — советский горный инженер, минералог и учёный в области горного дела, доктор технических наук (1941), профессор (1945).

## Биография
Родился в северном бессарабском местечке Атаки, в семье Азриэля Берковича Койфмана (1872—1943) и Евы Семёновны Койфман (1879—1962). С 1927 года работал в Институте прикладной минералогии в Москве (впоследствии Всероссийский научно-исследовательский институт минерального сырья им. Н. М. Федоровского).
Разработал технологию производства искусственных дефибрерных камней (абразивных инструментов, используемых в горной, буровой, целлюлозно-бумажной, металлопрокатной и других отраслях промышленности) и организовал их промышленный выпуск, классифицировал типы твёрдосплавных буровых коронок. Занимался исследованием кровельных сланцев в Крыму, Закавказье и других регионах; разработал новую модель склерометра для оценки стойкости материалов (1930), методы оценки коксуемости углей путём определения их твёрдости и установления зависимости между твёрдостью и коксуемостью; сформулировал определение масштабного эффекта для горных пород и предложил его классификацию (1959).

## Монографии
- Кровельные сланцы побережья Чёрного моря. Труды Института прикладной минералогии. Москва, 1931.[10]
- Механические свойства горных пород (с М. М. Протодьяконовым и Р. И. Тедером). М.: Издательство Академии Наук СССР, 1963.
- Прочность горных пород в объёмном напряжённом состоянии (некоторые вопросы методики исследований, с Е. И. Ильницкой и В. И. Карповым). М.: Наука, 1964.
- Паспорта прочности горных пород и методы их определения (с М. М. Протодьяконовым, С. Е. Чирковым, Р. И. Тедером и М. Ф. Кунтышом). М.: Наука, 1964.
- Исследования прочности и деформируемости горных пород (с А. И. Бероном, Е. С. Ватолиным, М. П. Мохначёвым, С. Е. Чирковым и М. Ф. Кунтышом). М.: Наука, 1973.
- Свойства горных пород при разных видах и режимах нагружения (с А. И. Бероном, Е. С. Ватолиным, М. П. Мохначёвым и С. Е. Чирковым). М.: Недра, 1984.